# Manfredo Camperio
Manfredo Camperio, född 1826 i Milano, död 1899 i Neapel, var italiensk patriot och geograf.
Camperio företog resor i Turkiet och Australien, där han som guldsökare gjorde flera resor och bland annat nådde Murrumbidgee. År 1859 återvände han till Italien, där han som frivillig deltog i krigen mot kejsardömet Österrike 1859 och 1866. Efter att 1867 ha lämnat armén med kaptens grad reste han vid Suezkanalens öppnande (1869) till Egypten, seglade uppför Nilen till Assuan och for därifrån till Brittiska Indien, Ceylon och Java. 
Därefter ägnade han sig främst åt Italiens deltagande i Afrikas kolonisering, för vilket ändamål han stiftade sällskapet "La società per l'esplorazione commerciale dell'Africa", grundade tidskriften "Esploratore" (1876) och utgav skrifter.  Såsom vicepresident nämnda sällskap reste han 1879-80 i Tunisien och 1881 i Tripolis.